# Amensalisme
Amensalisme (of ook wel antibiose) is in de ecologie een interactie tussen twee organismen, waarbij het ene organisme het leven van het andere afremt, zonder dat de eerstgenoemde er voor- of nadeel van ondervindt. De term amensalisme komt van het Latijn: a mensa, dat wil zeggen 'zonder tafel' (a = zonder, mensa = tafel). Het is een vorm van symbiose. Andere vormen zijn parasitisme, mutualisme en commensalisme.
Voorbeelden:
- Koeien of schapen vertrappelen het gras onder hun hoeven. Hoewel de aanwezigheid van gras geen negatief effect heeft op de hoeven van de dieren, heeft het vertrappelen door de hoeven wel een negatief effect op het gras.
- Notenbomen produceren een stof – juglon – en deze onderdrukt de kruiden rond de boomvoet.

Een voorbeeld van indirect amensalisme is het vertrappelen van de sneeuwlaag door grote grazers in het Hoge Noorden, waardoor de onderliggende graslaag juist gunstig zou beïnvloed worden, zo blijkt uit experimenten met pleistocene parken in Siberië.